# Trećak
Trećak (em cirílico: Трећак) é uma vila da Sérvia localizada no município de Kuršumlija, pertencente ao distrito de Toplica, na região de Toplica. A sua população era de 47 habitantes segundo o censo de 2011.

## Demografia
| 1948 | 1953 | 1961 | 1971 | 1981 | 1991 | 2002 | 2011 |
| ---- | ---- | ---- | ---- | ---- | ---- | ---- | ---- |
| 237  | 280  | 275  | 213  | 156  | 110  | 62   | 47   |